# Sonic Battle
 (octobre 2019).
Si vous disposez d'ouvrages ou d'articles de référence ou si vous connaissez des sites web de qualité traitant du thème abordé ici, merci de compléter l'article en donnant les références utiles à sa vérifiabilité et en les liant à la section « Notes et références ».
Sonic Battle est un jeu vidéo de combat développé par Sonic Team et édité par Sega, mettant en scène Sonic et ses amis. L'intrigue tourne autour d'un robot abandonné par Eggman puis découvert sur la plage d'Emerald Beach par Sonic et baptisé Emerl, car pouvant assimiler les émeraudes du chaos pour devenir plus fort et plus intelligent. Emerl peut améliorer ses capacités en apprenant de nouvelles techniques au combat, un système de cartes apparaissant à la fin de chaque match en mode story. La programmation d'Emerl est d'ailleurs mise à contribution par le joueur pour développer sa stratégie.
Le jeu en lui-même est réalisé avec des décors tournant dans des arènes en 3D. Chaque début de match et chaque reprise après un K-O est suivi du choix de l'ordre de l'attaque spéciale (3 combinaisons), le bouton L permettant de récupérer de l'énergie et aussi de gonfler une jauge. Si cette dernière est pleine lors de l'exécution d'un coup spécial, cela peut mettre automatiquement K-O un adversaire.

## Les personnages
Nos héros ont leur mouvement propre ainsi que des attaques spéciales :
- Sonic, rapide amusant et insouciant, il s'est chargé de remettre Emerl sur pied, personnage le plus rapide du jeu avec Shadow.
- Miles « Tails » Prower, il découvre qu'Emerl est lié à une ancienne civilisation et qu'il peut utiliser l'énergie des émeraudes. Il se bat avec des armes de sa conception et peut esquiver les attaques en volant grâce à ses deux queues.
- Knuckles, l'Echidné gardien de la Master Emerald, utilise des capacités liées à la terre, et a un sacré punch.
- Rouge the Bat, une Chauve-Souris voleuse qui essaye de transformer Emerl en voleur.
- Shadow the Hedgehog. Il s'oppose à ce qu'Emerl accède, se bat en utilisant le contrôle du chaos comme attaque spéciale. Grâce à ses chaussures, il est aussi rapide que Sonic.
- Amy Rose, la hérissonne rose s'occupe d'Emerl croyant que Sonic l'a adopté. Elle a plusieurs attaques utilisant son piko-piko
- Cream la lapine et son chaos de combat : Cheese se jette en boule d'énergie sur l'adversaire
- Gamma (ou E-102), pas dans le mode scénario, relativement lent et lourd. Il utilise une mitrailleuse et a des coups puissants. Il explose automatiquement lors de chaque défaite
- Chaos, une terrible créature est sortie de la Master Emerald
- Emerl notre bon robot au passé mystérieux.
- Phi, une des copies d'Emerl fabriquées par Robotnik intervient par moments. Chacun adopte le style de combat d'un seul personnage (on entend la voix du personnage d'origine)
- Eggman : le boss final du mode story est un personnage non jouable, sur la carte de Death Egg, il se déplace dans son véhicule et lance des missiles et des bombes pouvant mettre K-O en un coup.

La cartouche contient aussi un mode entraînement, un mode challenge (5 matches dans 3 niveaux de difficulté), quelques minijeux multijoueurs avec une cartouche sont à débloquer (comme un jeu de démineur accessible en solo).